# Gilbert Stuart
Gilbert Charles Stuart (nascido Stewart) (Saunderstown, 3 de dezembro de 1755 – Boston, 9 de julho de 1828) foi um pintor norte-americano.
Gilbert Stuart é amplamente considerado como um dos mais destacados retratistas norte-americanos. A sua obra mais conhecida, George Washington (também conhecido como O Ateneu e o Retrato inacabado) foi terminada em 1796. A imagem de George Washington representada na pintura apareceu na nota de um dólar dos Estados Unidos durante mais de um século e em vários selos postais do século XIX e início do século XX.
A imagem de George Washington apresentada na pintura apareceu na nota de um dólar dos Estados Unidos por mais de um século
Ao longo da sua carreira, Gilbert Stuart produziu retratos de mais de mil pessoas, incluindo os primeiros seis Presidentes dos Estados Unidos. A sua obra encontra-se atualmente em museus de todos os Estados Unidos e do Reino Unido, de maneira destacada no Museu Metropolitano de Arte de Nova York, na Galeria Nacional de Arte de Washington, D.C., na Galeria Nacional de Retratos do Reino Unido em Londres, e no Museu de Belas Artes de Boston.

## Biografia

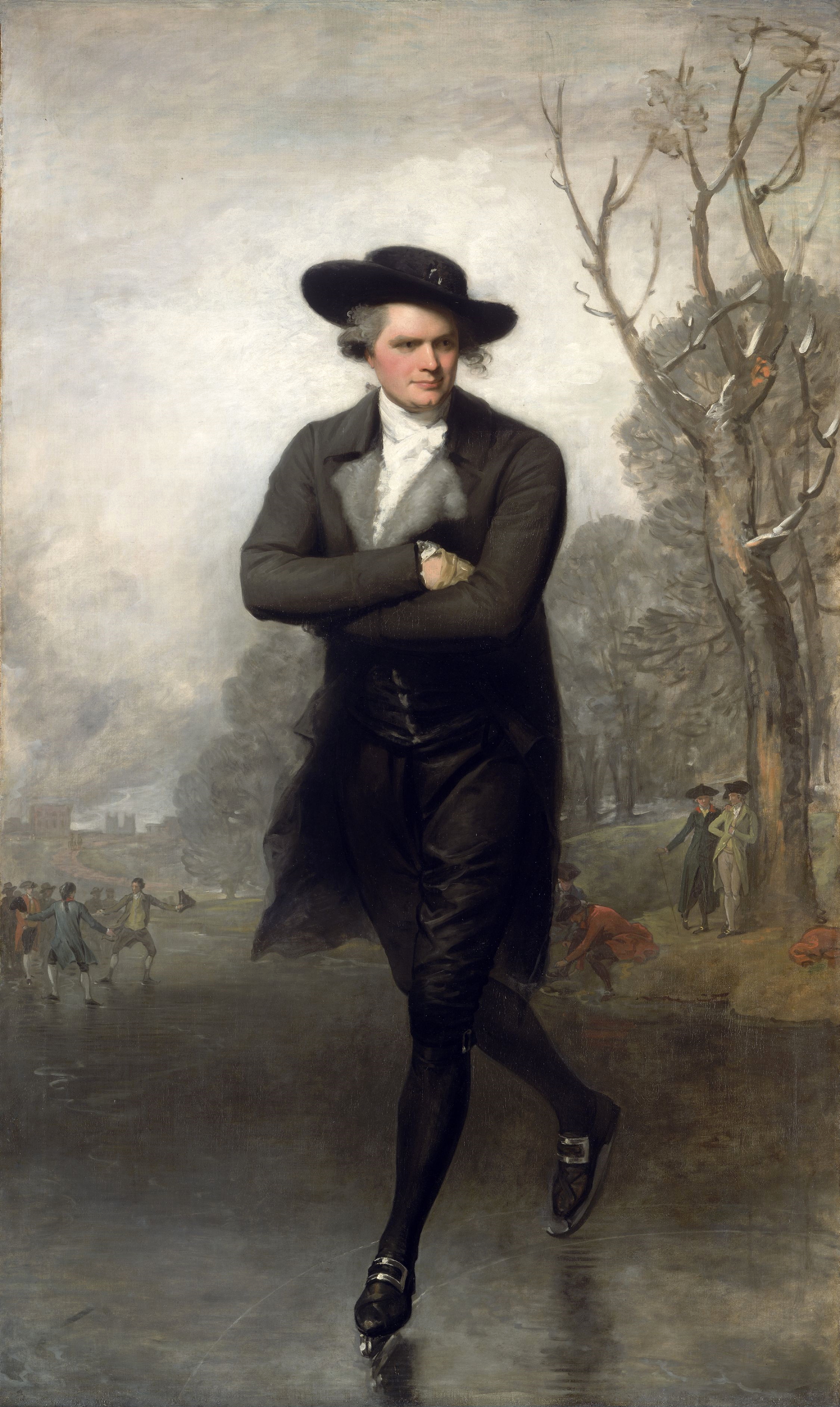
O patinador, 1782, óleo sobre tela, 245,5 × 147,5 cm, Galeria Nacional de Arte (Washington)

Gilbert nasceu em Saunderstown, Rhode Island em 1755. Era o terceiro filho de Gilbert Stewart, um imigrante escocês empregue na indústria do tabaco, e Elizabeth Anthony Stewart, membro de uma proeminente família terratenente de Middletown, Rhode Island.
Gilbert mudou-se para Newport aos sete anos de idade, onde o seu pai buscou trabalho no campo do comércio. Em Newport, Stuart começou a mostrar-se como uma grande promessa da pintura. Foi instruído por Cosmo Alexander, um pintor escocês. Sob o guia de Alexander, Stuart pintou o famoso retrato Dr. Hunter's Spaniels, que atualmente pendura no Hunter House Manison de Newport, quando tinha 12 anos de idade.
Em 1773, à morte do seu mestre, Stuart regressou a Newport e tentou ganhar a vida como retratista, mas os seus esforços viram-se em perigo pelo estouro da Revolução Americana e pelas suas perturbações sociais. Seguindo o exemplo de John Singleton Copley, Stuart mudou-se para Inglaterra em 1775. Tornou-se em protegido de Benjamin West, com quem estudou durante os seis anos seguintes.
Chegou um momento em que o preço dos seus quadros era apenas superado pelos dos renomeados artistas ingleses Joshua Reynolds e Thomas Gainsborough, que representavam a tradição do retrato inglês que seguiu o próprio Stuart. Apesar de ter muitas encomendas, Stuart era despreocupado em matéria financeira, e correu o risco de ser enviado para o cárcere por dívidas. Em 1787 fugiu para Dublim, Irlanda, onde continuou pintando e acumulando dívidas com igual vigor.

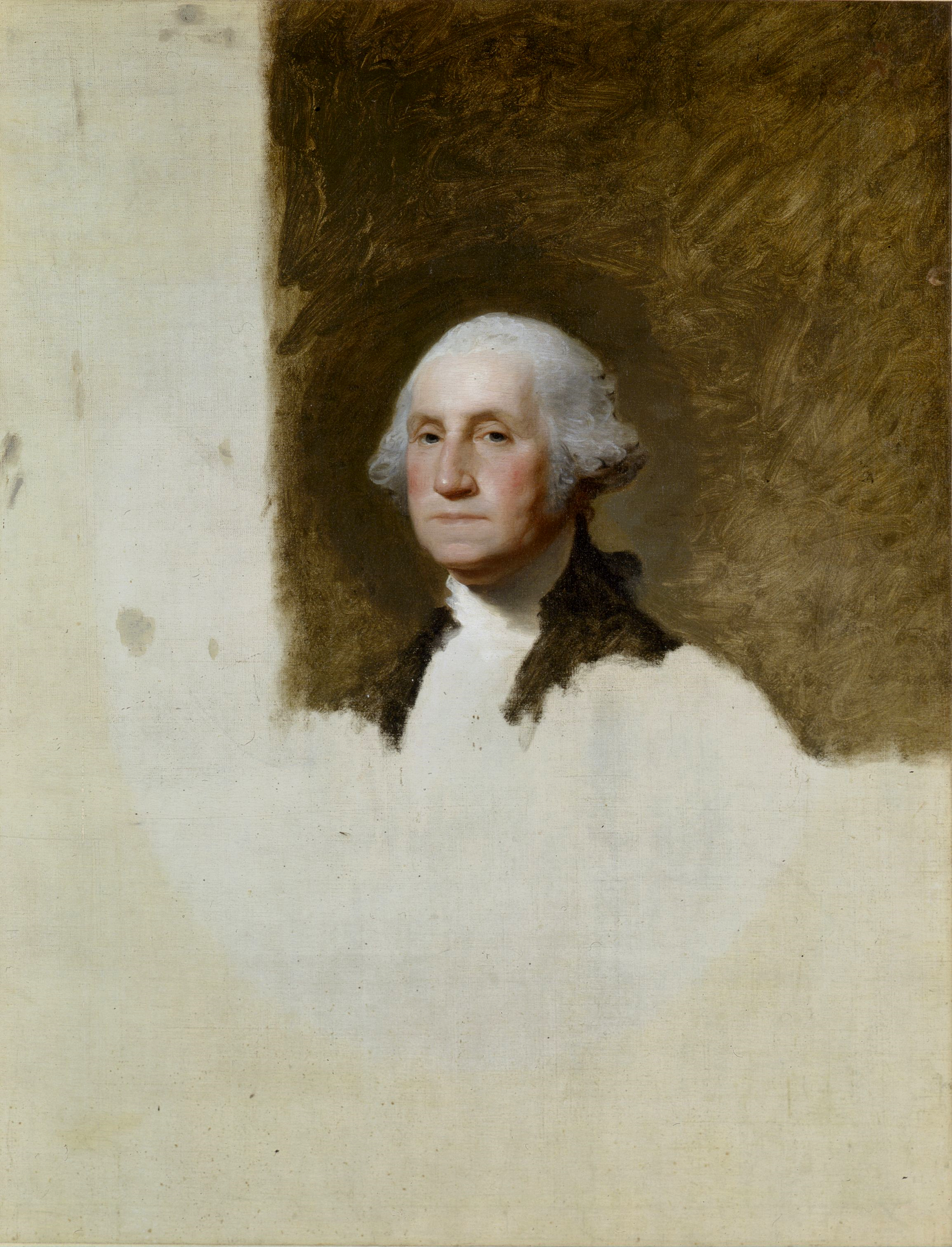
Quadro de Gilbert Stuart de 1796 de George Washington, conhecido também como The Athenaeum e o The Unfinished Portrait, é a sua obra mais célebre e famosa.

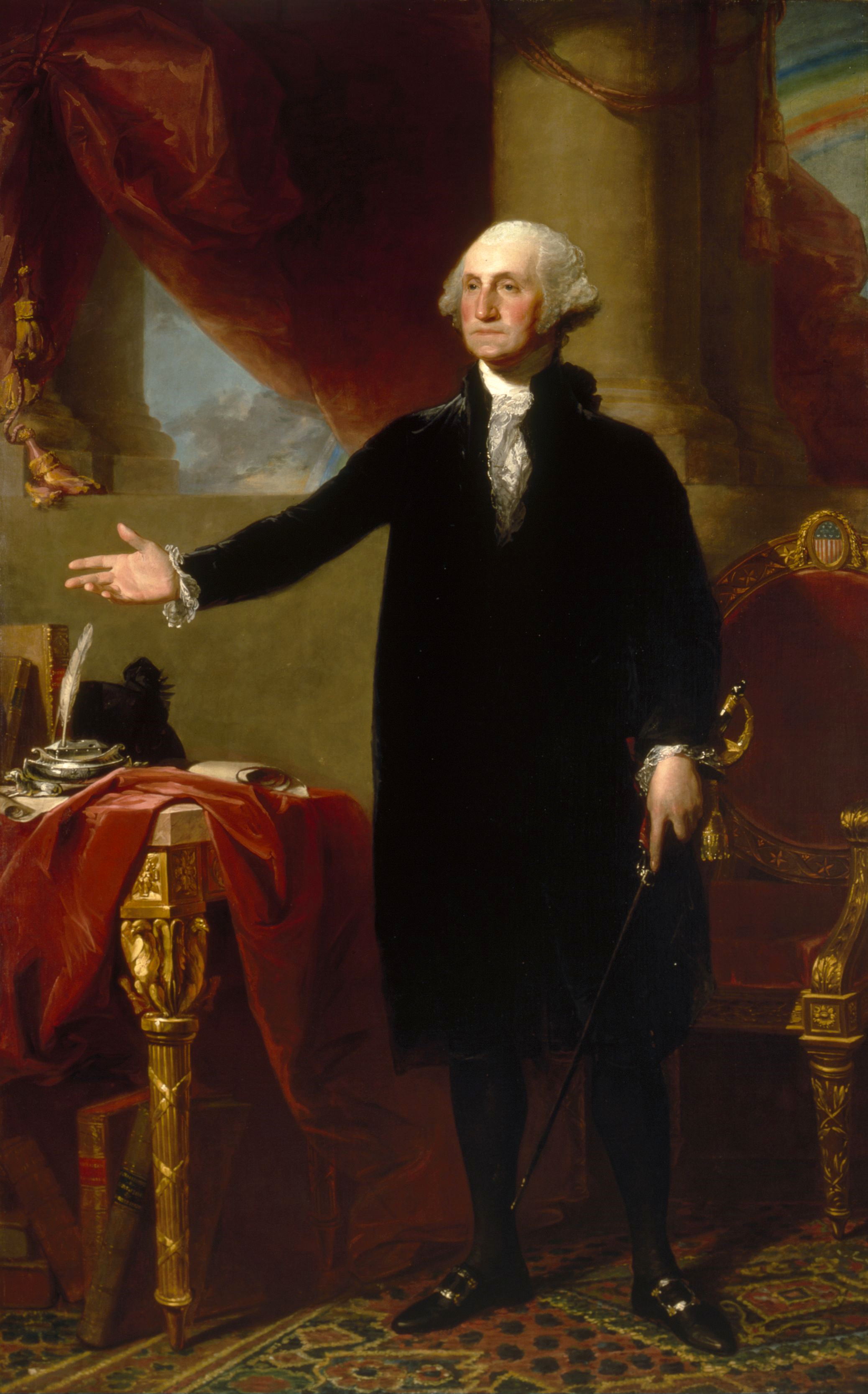
Retrato Lansdowne de George Washington (1797), que pendura na Casa Branca.

Devido à sua falta de dinheiro, Stuart regressou para os Estados Unidos em 1793, estabelecendo-se durante um curto período de tempo em Nova York. Em 1795 mudou-se para Germantown, Philadelphia, Pennsylvania, perto (e atualmente parte) de Filadélfia, que então era a capital dos EUA, onde abriu um estudo. Ali foi onde obteria o seu lugar no mundo artístico, bem como fama perdurável com os seus quadros de muitos norte-americanos importantes da época.
A partir de 1795, Stuart pintou George Washington numa série de retratos. Pintou igualmente retratos dos presidentes que sucederam a George Washington no cargo.
Stuart mudou-se para Boston em 1805, continuando o seu sucesso crítico e os seus problemas financeiros. À sua morte, Stuart deixou muitas dívidas à sua família, pelo qual a sua esposa e filhas foram incapazes de comprar uma tumba para ele.

## Legado
No final da sua carreira, Gilbert Stuart tinha retratados milheiros de políticos e figuras sociais norte-americanos. Era elogiada a sua vitalidade e naturalidade dos seus retratos, e os seus modelos achavam agradável a sua companhia: 
| “ | Falando em geral, não há castigo pior que ser retratado. Deves ficar numa posição fixa e nada natural, o qual é um desafio para o temperamento. Mas gostaria de posar para Stuart do primeiro de janeiro até finais de dezembro, pois permite-me fazer o que eu quiser, e mantém-me constantemente entretido com a sua conversação. | ” |

Stuart trabalhava sem ajuda de rascunhos, começando diretamente sobre a tela. Isto era infrequente na época.
Era um pintor que cuidava muito o detalhe, sobretudo nas roupagens. Sua pincelada era solta e carregada.

## Principais obras
- El patinador (Retrato de William Grant) - The Skater (Portrait of William Grant) (1782)
- George Washington (Retrato Vaughan) - George Washington (Vaughan Portrait) (1795)
- Retrato de Catherine Brass Yates - Catherine Brass Yates (Mrs. Richard Yates) (1793/1794)
- Retrato de Abigail Smith Adams - Abigail Smith Adams (Mrs. John Adams) (1800/1815)
- John Adams (h. 1800/1815)